# Eivør Pálsdóttir
Eivør Pálsdóttir (wym. [ˈaivœɹ ˈpɔlsˌdœʰtəɹ]; ur. 21 lipca 1983 w Syðrugøta) – farerska wokalistka, autorka tekstów i kompozytorka.

## Życiorys

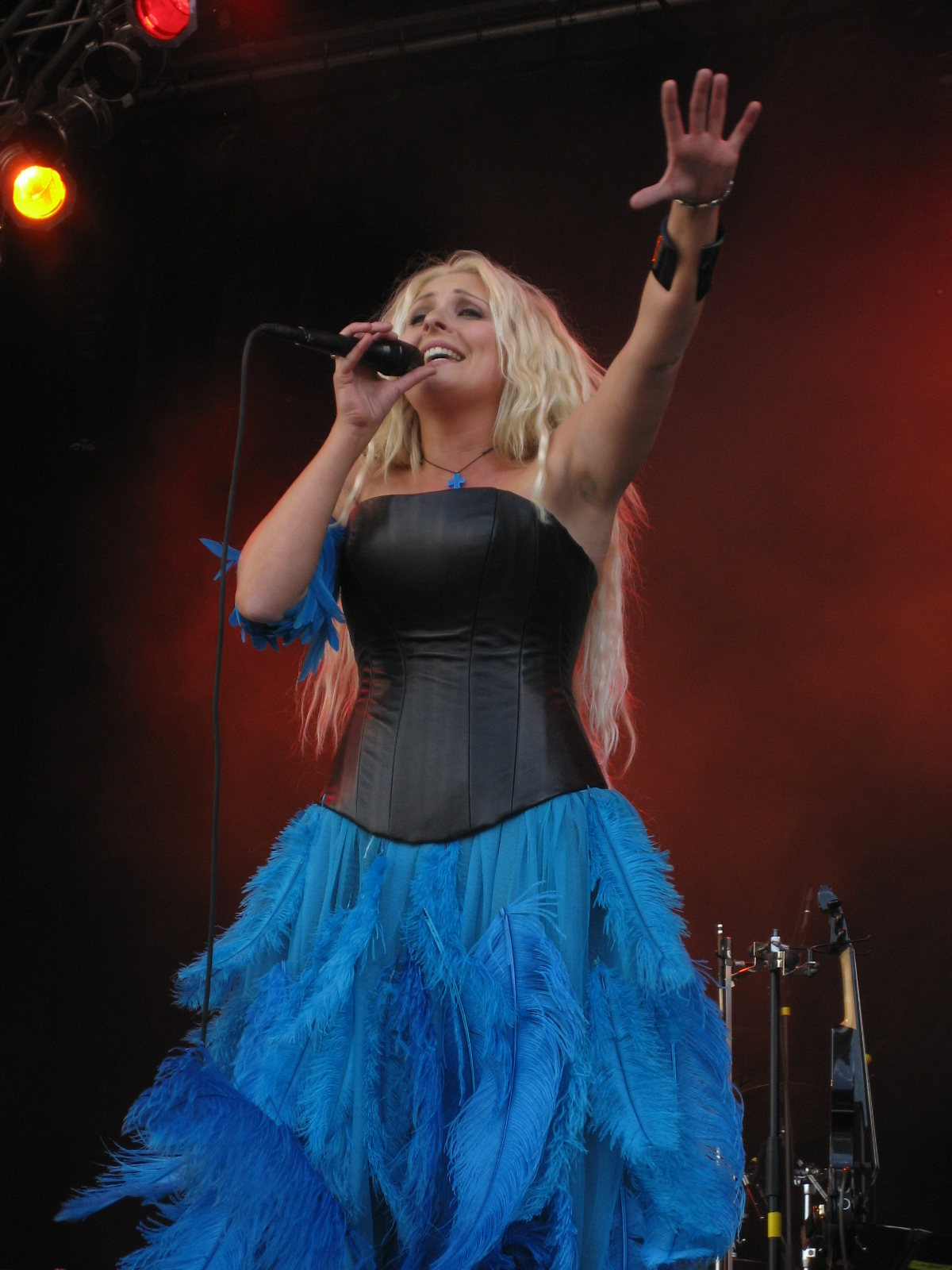
Eivør Pálsdóttir, G Festival 2007

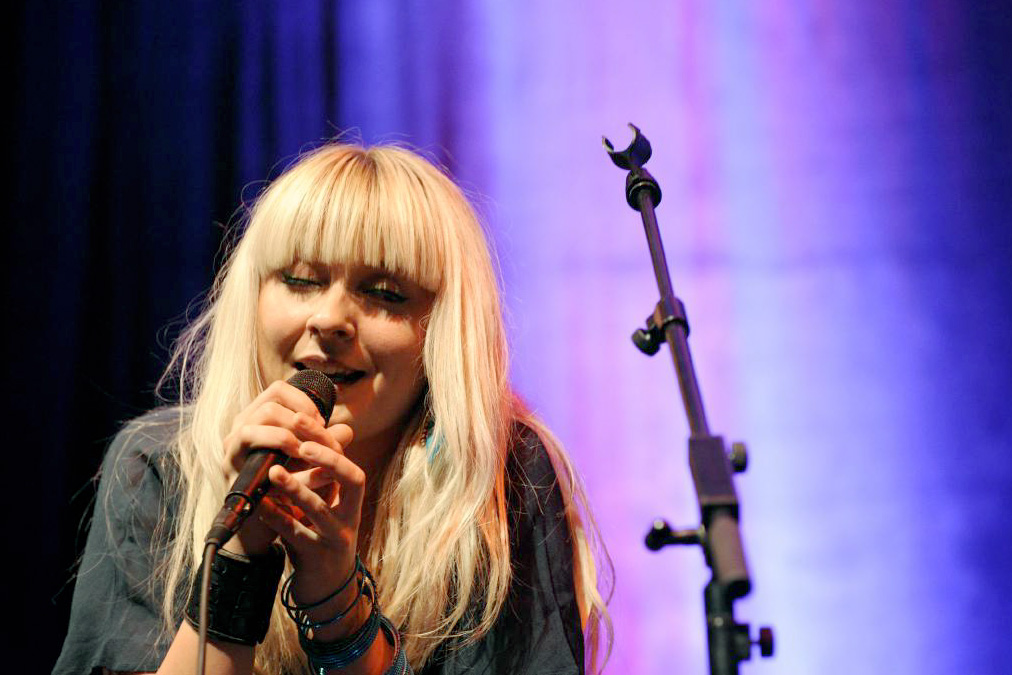
Eivør Pálsdóttir, Moers Festival 2009

### Kariera
Eivør charakteryzuje wyrazisty głos oraz różnorodność gatunków muzycznych, jakimi się posługuje, od rocka, jazzu, muzyki folkowej, po europejską muzykę poważną.
W wieku 12 lat Eivør podróżowała jako solistka w męskim chórze z Wysp Owczych do Włoch. Później, mając 13 lat po raz pierwszy wystąpiła w telewizji, w tym samym roku wygrała ogólnokrajowy konkurs piosenki. W 1999 w wieku 15 lat Eivør dołączyła do rockowego zespołu Clickhaze.
Rok później został wydany pierwszy album sygnowany jej nazwiskiem Eivør Pálsdóttir. Jest on mieszanką klasycznych ballad z wykorzystaniem gitary i bassu z wpływami jazzu i tekstów znanych pisarzy Wysp Owczych, kończą go dwie pieśni religijne. Te śpiewane są w języku duńskim, zaś reszta w języku farerskim. Większość piosenek napisała Eivør. Była już wtedy profesjonalnym muzykiem.
W 2001 roku, wraz z zespołem Clickhaze wygrała ogólnokrajowy konkurs Prix Foroyar. W 2002 Eivør przeniosła się do Reykjavíku, by tam uczyć się muzyki poważnej i jazzu. W tym samym roku Kristian Blak zaprosił ją do jazzowej grupy Yggdrasil jako wokalistkę.
Tego samego lata ukazał się rockowy album grupy Clickhaze. Co ponownie świadczy o jej szerokim zakresie zainteresowań różnorodnością gatunków muzycznych. Trasa z Clickhaze po Wyspach Owczych, Szwecji, Danii (Roskilde Festival), Islandii i Grenlandii okazała się wielkim sukcesem.
W 2002 roku zagrała wraz z Clickhaze na wielkim festiwalu Roskilde-Festival i na Jazzfestival w Rochester w 2003.
Tego samego roku ukazał się jej drugi solowy album zatytułowany Krákan. Tego samego roku została nominowana do Music Award w Islandii, gdzie zdobyła dwie nagrody Best Female Singer i Best Performer. Normalnie nadawane tylko Islandzkim artystom.
Z wykształcenia wokalistka muzyki poważnej, Eivør śpiewała również w orkiestrze symfonicznej z Wysp Owczych, jak również solowo w operze Firra Kristiana Blaka w 2004 roku.
W listopadzie tego samego roku pojawił się album zatytułowany Eivør nagrany we współpracy z Kanadyjczykiem Billem Bourne’em, który stał się najlepiej sprzedającym albumem z Wysp Owczych w USA i Kanadzie. Bourne z gitarą akustyczną dał projektowi wspaniały kawałek Amerykańskiej muzyki country. W Islandii ponownie zagościła na listach przebojów i była nominowana do Music Award wraz z albumem grupy Björk.
7 marca 2005 roku, Duński nadawca radiowo-telewizyjny wydał album na 40-lecie działalności. Wszystkie tytuły na krążku zostały napisane i zaśpiewane przez Eivør. 16 czerwca po raz kolejny została uhonorowana w Islandii z krajowego teatru nagrodą Gríma, za zakomponowanie i wykonanie utworu Úlfhamssaga, opartym o nordycką sagę.
Kolejny album zatytułowany Human Child w wersji angielskiej i Mannabarn w wersji dla Wysp Owczych ukazał się 18 lipca 2007 roku. Album był rejestrowany w 2006 i początku 2007 roku w Dublinie, Irlandia.
W 2008 roku Eivør współpracowała z angielskim kompozytorem muzyki poważnej Gavinem Bryarsem na Tróndur i Gotu. Projekt brali udział również basista z Rúni Brattaberg, chór i orkiestra kameralna Aldúbaran.
8 lutego 2010 roku na oficjalnej stronie internetowej artystki pojawiła się informacja o wprowadzeniu ostatnich poprawek do nadchodzącego albumu. Ponadto album będzie prezentował nową stronę talentu Eivør, porzuci ona folkowe brzmienie na rzecz bardziej eksperymentalnego i surowszego stylu muzycznego. Nowy album zatytułowany Larva.

## Dyskografia

### Clickhase
- Clickhaze (2002, EP)

### Yggdrasil
- Yggdrasil (2002, CD)
- Live in Rudolstadt (2004, CD)
- Askur (2007, CD) – nagrania koncertowe 1982–2006, w tym pięć utworów Eivør.

### Vamp i norweska orkiestra radiowa
- I Full Symfoni II (2010, LP, CD)

### Kariera solowa
- Eivør Pálsdóttir (2000, CD)
- Krákan (2003, CD)
- Eivør (2004, CD)
- Trøllabundin (2005, CD)
- Mannabarn / Human Child (2007, CD)
- Live (2009, CD)
- Eivør (2010, EP)
- Larva (2010, CD)
- Room (2012, LP, CD)
- The Color of Dark (2014, LP, CD)
- Slør (2015, LP, CD)
- Bridges (2015, LP, CD)
- At The Heart Of A Selkie (2016, CD)
- In My Shoes (2017, SP)
- Live In Tórshavn (2018, LP, CD)